# هوگو واندرمرش
هوگو واندرمرش (انگلیسی: Hugo Vandermersch؛ زادهٔ ۵ مهٔ ۱۹۹۹) بازیکن فوتبال اهل فرانسه است.
از باشگاه‌هایی که در آن بازی کرده‌است می‌توان به باشگاه فوتبال کان اشاره کرد.